# 田中裕二 (お笑い芸人)
田中 裕二（たなか ゆうじ、1965年〈昭和40年〉1月10日 - ）は、日本のお笑いタレント、声優、随筆家、俳優、司会者。お笑いコンビ爆笑問題のツッコミ、リーダー担当。相方は太田光。
タイタン所属。妻はタレントの山口もえ。

## 略歴
東京都中野区鷺宮に生誕。35歳で最初の結婚をするまでずっと同じ家に居住していた。
幼少期はプロ野球選手に憧れながらも、「田中もず」のマイクネームのDJとしてラジオで活躍することも夢見ていた。鷺宮学園幼稚園、中野区立若宮小学校、中野区立第八中学校を経て東京都立井草高等学校に進学。高校時代は太田と対照的に人気者だった。高校卒業後から大学入学までの期間中にパーソナリティ「ウーチャカ」として友人たちと「ウーチャカ大放送」という自主制作のラジオ番組を作っていた。。この頃から生島ヒロシに憧れ、アナウンサーを目指していた時期がある。学生時代には文化放送『ミスDJリクエストパレード』のAD、TBSラジオのラジオカー「954カー」関係などのアルバイトをしていた。他クラスの生徒によるアンケートで「ミスター井草」にも選出されたこともあった。
早稲田大学のアナウンス研究会が憧れで早稲田大学教育学部にも出願したが、受験日を1日間違えた。その失敗の教訓を得てか一浪を決意し、難関の駿台予備学校新宿校午前部（東大、一橋、早稲田、慶應を目指すコース）に合格し浪人生活を送る。明治大学、立教大学には不合格だったが、日本大学芸術学部演劇学科に合格し（第一志望は放送学科だったが不合格。このとき、実技試験に野球のユニフォームを着て臨んだが、本人は大学に落ちたものだとばかり思っていたと告白）、太田と出会う。日芸時代でも田中本人が「ウーチャカ」と呼んでくれるよう周囲に頼んでいたが、「小僧（先輩）」とも呼ばれていた。
日芸在籍時にはマキノ雅弘が主催していた私塾にも通っていた。同時期には、大学の先輩とアマチュアコンビ「東京ギャグポンプ」を組み、TBSの「おじゃまします」に出演したことがあるが、売れずに2か月弱で解散。当時の芸名は「白木屋みのる」（背が小さいことから白木みのると居酒屋の白木屋をもじってつけられた）で、ボケ担当。コンビ名・芸名を考案したのははらみつお。当時の相方は編集者（2006年時点）をしている。
1988年3月に、太田と漫才コンビ「爆笑問題」を結成。コンビではリーダーだが、田中が自ら立候補したのではなく、太田が決めたものである。
2000年正月放映の『号外!!爆笑大問題』（日本テレビ系）で、田中が所属事務所が入居しているビルの1階の花屋に勤務する9歳年下の女性の自宅を訪れ、両親にあいさつしたと太田がバラし、メディアが一斉に扱った。同年3月24日にその女性と結婚。その後、二世帯住宅を建てた。
2000年9月12日、精巣癌により都内の病院に入院。10月9日に左側の睾丸摘出手術を受けた。ちなみに摘出した睾丸を病理診断・研究したのは向井千秋の夫である向井万起男（慶應義塾大学病理専門医）だったとのこと（太田の後日談より）。これ以降、太田からは執拗に「片玉」と弄られており、漫才にもお約束的に片玉ネタが加えられている。当時は良性腫瘍と公表していたが、実際は悪性腫瘍であり、放射線治療、転移検査、定期的な血液検査の末、術後5年かけて完治した。
2009年10月2日、自らの離婚を発表。その後、前妻が臨月に入っていることが報じられた。前妻と田中の間で田中の実子ではないことは合意していたが、離婚成立後300日以内に出産することになるため民法の規定により田中が戸籍上の父親になり、後に家庭裁判所で父子関係を解消する手続きをとった。前妻の不倫相手がアンタッチャブルの柴田英嗣と邪推されたが、これについては田中と柴田によって否定されており、いまだにこのうわさを信じている者もいるため、田中は「ネットのなんか変なニュースとかの書き込みを、なんで素直に信じるのか。学習しろ!」と怒りをあらわにしている。
2012年11月13日、伝染性単核球症（通称「キス病」）による肝機能障害で体調を崩し緊急入院。当日深夜の『JUNK・爆笑問題カーボーイ』（TBSラジオ）から出演を取りやめていたが、11月22日に『ストライクTV』（テレビ朝日系）の収録で復帰した。12月18日に扁桃腺切除の手術をしたが、事前に予定されていた太田の声帯ポリープ除去手術と同日の「W手術」となった。
2015年10月4日、以前より恋愛報道のあったタレントの山口もえと2度目の結婚。
2017年1月8日、妻・山口もえの妊娠を発表。同年5月25日、山口が女児出産を報告（田中の第1子。山口の第3子）。
2021年1月19日深夜に自宅で頭痛を訴え、20日午前2時ごろ、病院に緊急搬送。検査の結果、前大脳動脈解離によるクモ膜下出血・脳梗塞と診断され入院した。27日、退院。2月21日、『サンデージャポン』（TBSテレビ）に総合司会として生出演し、約1か月ぶりに仕事復帰。

## 人物

### 芸風
- 「そんなわけねぇだろ!」「やめろよ!」「うるせぇよ!」「いい加減にしろ!」「しつけーよ!」「関係ねぇだろ!」「俺を使うなよ!」「ふざけんなよ!」「もういいよ!」「○○じゃねぇよ!」「そんな○○はねぇだろうが!」「気持ちわりぃよ!」「なんでだよ!」「知らねぇよ!」「そりゃないだろ!」「○○って、なんだよぉ!」などのストレートなツッコミをする[注 8]。太田の無軌道なボケも拾い上げて対応し、かつテンポが良いため、太田にとって貴重な存在である。他の芸人のアドリブによるボケにも瞬時・的確にツッコんでいるが、ノリツッコミは恥ずかしくてできない、と語る。かつては太田のボケのほぼすべてにツッコミを入れていたが、近年は太田があまりにも無軌道なボケをすると流すこともある。
- 太田の言動にツッコミを入れたり窘めたりするイメージがある一方で、実際のところは「意外にアイツ（太田）のこと好きなのよ」「誤解してるかもしれないけど。いつも怒ってるけど」と述べ、太田の人柄や才能に敬意を払っており[25]、太田ひいては爆笑問題の芸風の方向性については「『あんた（太田）がそう決めてやるなら付き合いますよ』という感じ」と述べ、全幅の信頼を寄せている[26]。互いにサザンオールスターズのファンであることも親しくなるきっかけで、「サザンがいなかったら? おそらく爆笑問題は誕生していないですね。まず太田と仲良くなってたかどうかが危ういんで。友だちの延長上に爆笑問題がありました」と語っている[27]。
- 背の低さや睾丸摘出といった身体的特徴を太田にネタにされたり、共演者からいじられたりする。外見から鈴木福と呼ばれるなど子供扱いされることもある。
- 一般的に太田は変わった人物で、田中はまともで普通人のイメージが多いが、伊集院光は「太田さんは変な人、田中さんは化け物」と評している[28]。『JUNK 交流戦スペシャル』（TBSラジオ、2006年8月31日）で、田中は仕事がなかった時代も草野球に明け暮れ、伊集院に対して「毎日野球できるから楽しくてしょうがないんだよ」と語り、売れていないことの危機感をまるで持っていなかったというエピソードを紹介した[29]。最近は同じ事務所の後輩のウエストランド井口がぶちラジ!やぐちラジ!で田中のことを話題にしている[30]。
- 『爆笑問題のニッポンの教養 放送100回記念スペシャル「爆問学問」学』（NHK総合、2010年2月2日）で伊集院に「この番組見ててすげえと思うのは、太田さんと各界の知識人が凄いレベルの高い話をしてて、剣豪同士の斬り合いをしてる中、田中さんは普通に『すいませんボール取らしてください』つってひょいっと入って行けて、しかも斬られないんだよね」と評される。
- 時に太田以上に毒舌を吐く事もあり『爆笑問題の日曜サンデー』（TBSラジオ、2009年1月25日）のニュースコーナーで沢尻エリカが話題に出た際に「沢尻は西洋のお城で挙げる印象があるのに、なぜ“逆に”神前式なのか、明治神宮なのか」と太田とともに、彼女の結婚相手であり日芸の同年代である高城剛の発想を批判している[31]。その後も田中は太田以上にヒートアップし、「“逆に”という発想しかできない、そういう男なんです」と言い放った。ニュース解説で共演していたTBSアナウンサー・柴田秀一もその田中のヒートアップぶりに、「（田中さんがそうなると）誰も止められないんですよねぇ…」と苦笑していた。
- 『情報プレゼンター とくダネ!』（フジテレビ系）のオープニングトークで、総合司会の小倉智昭がワールド・ベースボール・クラシックのアジア決勝、対大韓民国戦で「あそこでなぜ、イチローを走らせなかったのか」と、原辰徳監督の采配を批判したことに対し、「お前（小倉）なんかより原監督の方が詳しいよ。原監督はもちろん盗塁も考えただろう。その上で、盗塁を指示しなかったんだよ」と、猛然と反論した[32]。ただし、太田のように言いっぱなしではなく、発言した翌週の『爆笑問題カーボーイ』などで反省の弁を述べることもある。
- 本文を太田、そして挿絵の代わりに紙粘土細工を田中の組み合わせでエッセイ集を何冊か発売しており、紙粘土の個展を開いたこともある。
- 近年は俳優として、ドラマや映画に出演することも多い。

### 人物像
- コンビニエンスストアのミニストップ[注 9]でアルバイトをしていたことがあり、勤務態度が優秀だったため、店長に抜擢されたこともある[8]。そのことから、太田から「チビストップ」とよくネタにされている[33]。
- 視力は0.1未満と低く、普段はコンタクトレンズを使用している。時折眼鏡をかけてテレビ出演することもある。
- 普段は太田のことを「光」と呼ぶ。仕事のときに「太田さん」と呼ぶのは、仕事とプライベートの区切りをつけるためだと本人が語っている[34]。
- 乳幼児などの小さい子供が苦手（嫌いと発言したこともある）。それを克服するために『爆笑問題のバク天!』（2004年9月25日放送）で1日ベビーシッターになったことがあるが、余計苦手になった。この際に子供が欲しいかとスタッフに聞かれ「いりません！」と断言したが、2児の母（当時）である山口もえとの再婚にあたり子供嫌いを克服。現在は実子1人、継子2人の父親となっている。
- 田中は大学時代、太田ら友人たちに「俺はテトロポリキョン星人」と自称していた。田中によれば、「テトロポリキョン星人」は田中と小泉今日子（#趣味・嗜好を参照）のみであるとしていた。このことについて、田中はのちに「（出身を自称しながら、のちに自ら否定した）小倉優子のこりん星人と同じ」と話している。
- かつてはアナウンサーを志望していた[35]。

### 趣味・嗜好
- チェッカーズ、小泉今日子、田原俊彦、近藤真彦、佐野元春、サザンオールスターズ、松田聖子、安倍なつみの大ファンである。田原とはプライベートでもカラオケに行くなど交友がある。ちなみに、現在の妻・山口もえのデビュー当時、ファンで、周囲に「すごい可愛い子が出てる」と言い回っていたほどである。
- 文化放送の深夜番組『ミスDJリクエストパレード』で、リクエストはがきが読まれたことがある。この時リクエストしたのは、小泉今日子の『艶姿ナミダ娘』だった[36]。
- プロ野球ファミリースタジアムのファンでもあり、ノーヒットノーランはもちろんのこと、100回以上、パーフェクトゲームを達成したことがある。中でも桑田真澄を使用時には、2回に1回か、3回に1回は達成していたほどである[37]。
- 野球ファンで、子供の頃の憧れもプロ野球選手だった[8]。特に読売ジャイアンツ（巨人）ファンであることが知られている。特に原辰徳の大ファンであり、毎年2月ごろには巨人のキャンプを訪問することが恒例となっている。最初にファンになった球団は広島東洋カープであると述べている[38]。中居正広（元SMAP）、堀内健（ネプチューン）、ビビる大木らと原の話題で盛り上がることが多いと発言している。伊集院光によると「100対0で巨人が勝っても喜ぶ」内容よりも試合結果しか気にしていない。
  - 草野球では投手。投球フォームは基本に忠実でカーブが良く曲がり、速さは無いが制球力は抜群らしい。特定の草野球チームには所属していないが、時間がある時には仲の良いタレントや番組スタッフのチームに参加している。
  - 趣味が高じて、2009年からWコロンや放送作家の高橋洋二ら野球好きの仲間でトークライブ「田中裕二の野球部」を年に数回開催している。
  - 妻の山口もえも巨人ファンであり、ジャイアンツファン同士の、夫婦でもある。
  - 高校野球も好きで、毎年、阪神甲子園球場で行われる全国高等学校野球選手権大会には、忙しい合間を縫って足を運んでいる。
- 無類の猫好き。自身も猫（チーちゃん、ネネちゃん）を飼っており、猫に話しかける時は赤ちゃん言葉になるため、太田に「キモイ」と言われている（ただし、太田も猫好きである）。
- ミミズが大嫌い。ミミズを入れた風呂と毒蛇を入れた風呂ならば、「毒蛇を入れた風呂に入る」と答えている。あまりにもミミズ嫌いを吹聴したためか、ラジオのハガキ職人が、面白がってミミズを連想させるラジオネームなどで投稿することもある。その際田中は「やめろ」「最悪だな」などと本気で嫌がる。
- 椎茸が大嫌いで、肉まんなどに刻んだ椎茸が入っているとそれをきれいに取り除いてから食べるほど嫌いである。シソやミョウガ、セロリなどの香りが強い野菜や軟骨の焼き鳥、クラゲの食感、ウィンナーの先端のグリグリした部分、食べ物の好き嫌いはかなり多い模様。好物はスイーツ[注 10]。

## エピソード
- 東京都立井草高等学校時代の同級生に実業家の夏野剛がおり、夏野は田中のことを「ウーパン」と今でも呼んでいる[40]。
- 大学時代の友人に「光についていっても世には出れんぞ」と言われたことがある。その後彼はタイタンに入社し爆笑問題のマネージャーをしていたが、現在は退社している。
- 大学時代はかなりのナルシストで、自分に想いを寄せている女性に田中も好意を抱いておりカップルになりえたが、「僕は皆のアイドルだから1人のものになりたくない」として付き合わなかった。本人はこの発言を恥じており、しばしばネタにされている。
- 2001年に出演した『THEわれめDEポン』（フジテレビ系）に初出場・初優勝したことで、麻雀の雀士として同番組にレギュラー出演している[41]。その後『うまなりクン』（フジテレビ系）の「ウマでもわかる競馬基礎講座」で田中が獲得した100万円を優勝賞金として麻雀が行われた。田中は名馬を紹介しながらやったが、田中が優勝した。
- 2002年6月28日、『ぐるぐるナインティナイン』（日本テレビ系）に田中が出演した。実は田中と岡村隆史が犬猿の仲と報道され、これをネタに本人達による再現コントパロディを放送（スーパーで大喧嘩）。だが、実際は仲が良く、ラジオなどでもゴルフ仲間として時折名前を出すことがある。
- 2010年5月16日、ドキュメンタリー番組『情熱大陸』（毎日放送製作、TBS系）に2週にわたる爆笑問題特集の1週目に単独出演。田中自身も番組を視聴したが、その後の『爆笑問題カーボーイ』（同年5月18日）でそのあまりに平凡な内容に、「久しぶりに落ち込んだ」と語り、太田からはその平凡過ぎる内容ゆえに「平熱大陸」と揶揄された。『情熱大陸』にコメント出演した伊集院光は、担当したディレクターが「とにかく何もない、あの人（田中）には猫と野球しかないのか」と嘆いていたことを明かし、異常な才能の持ち主である太田と共に行動していながら、猫の可愛いさや巨人の勝敗に興味を持ち、相方に対抗心を抱かない田中を凄い人と評している。視聴率では翌週放送された太田編を上回っている。
- 2011年11月3日の『爆笑問題のニッポンの教養』で、数列に遠近感や高低差を感じる共感覚を持っていることを告白した[42]。
- 田中が太田の言動にブチ切れて「解散だ!」と叫んだことが何度かある事が、太田によって著書などで明らかになっている。太田は尊敬する立川談志の忠告により、どんな状況下でも解散を考えたことは一度もない。田中は爆笑問題と田中のことに関しては全て相方とその妻がすべてを握っており自分が一存で決められないと発言している。
- 自身では「生粋のお笑い芸人ではない（なれない）」と発言している。その場で頭を叩かれれば笑いが取れると分かっていても、「痛いのは嫌だ」と身構えて舞台で客を引かせていたことがあるが、それを積極的には改める気はないと告げている。太田が際限なくボケる都合上、進行役に徹しないといけないと分かっていながらも、「面倒くさい」「本当はやりたくない」と素直に告白している。漫才や司会も「仕事」と言い切って、なかば仕方なくやっていると言っては太田を苦笑させている。何事にも無気力ではなく、熱中している草野球に関しては大雨の中でもユニフォームを着込みいそいそと駆けつける気概を持っている。
- 安全地帯の田中裕二と同姓同名で、『爆笑問題カーボーイ』での投稿作品によってネタにされたことがある。
- リオネル・メッシやスティーヴ・ペリー、サモ・ハン・キンポーや梶原善に顔が似ていると言われることがある。テレビ朝日アナウンサー・大熊英司に似ているとも言われ、大熊による報道番組の司会を見て「自分か?」と思った事があるとコメントしている。
- 2013年春頃から『ストライクTV』などで、しばしば太田に「田中ゆうじろう」と呼ばれ、「ろうは付かない」と突っ込むのがお約束となっているが、スルーする時もある。
- 山口もえとの再婚直前に、以前から彼女の長女に「来てほしい」と言われていた運動会にお忍びで出席し、ビデオで撮影。そのことを結婚記者会見で得意気に話したが、後日、ゴゴスマ -GO GO!Smile!-で山口に、実は他の保護者にはバレバレで、カメラもスイッチを押していなかったり、長女ではない子を撮っていたことをバラされた。
- 学生時代に持ちネタにオール阪神のものまねがあった。

## 競馬
- 大の競馬ファンでも有名で過去にも『うまなりクン』にレギュラー出演し、フジテレビ『トリビュート』にも日本ダービー特集などに出演した。好きな馬は、オグリキャップとグラスワンダー、スペシャルウィーク、ミホノブルボン。1998年の有馬記念が印象に残る。
- 2003年、『FNS27時間テレビみんなのうた』は宝塚記念を同番組内で中継した。その時にはみのもんた、爆笑問題、高島彩が司会をした。「爆笑田中が選ぶ名レース」と題しレースを紹介した。1位は1998年の有馬記念である。このレースは自ら馬券を当てたレースでもあった。
- 2005年11月から東京スポーツでJRA中央競馬予想コラム『爆笑問題田中裕二の爆勝予想』を連載している。連載初回に予想馬券を当て、東京スポーツの1面を飾った。2005年以前には、太田と共に日刊スポーツで不定期に予想を掲載しており、1面を飾ったことがある。
  - 『爆笑問題田中裕二の爆勝予想』では、真面目な予想が多いものの、時折時事的な話題を絡めたサイン馬券を披露することがある。サイン馬券による的中も少なくない（具体例はサイン理論#田中裕二（爆笑問題）のサイン予想を参照）。
  - ちなみに太田の予想は、その多くが自分の好きなもの・名前になぞらえたサイン馬券であった。例えば、1999年の桜花賞では、太田が好きな作家のトルーマン・カポーティになぞらえ、カポウティを父に持つフォルナリーナを本命にしたが18着（最下位）に終わった。対抗もカポーティの代表作『ティファニーで朝食を』からステファニーチャンを推したが17着であり、完全に逆的中となった。
- 2007年6月30日2回福島5日目第7レースの馬券をPATで購入し、馬連83,570円（購入額1,000円）と3連複119,000円（購入額500円）を的中させ、計1,430,700円の払戻（口座振込）を受けた。2007年に前述コラムで第43回新潟記念の予想を的中させた（トウショウヴォイス3連単軸1頭マルチ）。実際に馬券もPATで購入しており、3連単277,430円（購入額200円）を的中させ、計554,860円の払戻（口座振込）を受けた。
- 一方で『日曜サンデー』の競馬コーナー「田中裕二のサンデー競馬小僧」では、馬連限定で「穴狙い」の予想を行っているが、当たったのは番組開始当初の2008年4月13日のみでその後は4年以上まったく当たらず、2012年4月1日に行われた第44回ダービー卿チャレンジトロフィーにおいて200連敗を達成した[注 11]。しかし、2013年11月3日に行われた第51回アルゼンチン共和国杯において、単勝7番人気のアスカクリチャンを本命として予想した馬券が的中し、長い連敗記録に終止符を打った。
- 2021年9月、以前から競馬予想記事を執筆してきた東京スポーツ新聞社が運営する競馬の会員制ウェブサイト「東スポ競馬」の開設に伴い、東スポから「東スポ競馬客員編集長」[43]を委嘱された。

### 第67回皐月賞大万馬券的中騒動
- 2007年、前述コラムの第67回皐月賞予想で7番人気のヴィクトリーに本命印を打ち、予想を的中させた。実際に馬券も購入しており、馬連94,630円（購入額5,000円）と3連単1,623,250円（購入額200円）を的中させ、計7,978,000円を手にした。
- 2007年4月17日の記者会見（同年4月18日『日刊スポーツ』27面等掲載）にて数々のエピソードが語られた。
  - 田中の買い方として、GIはいつも2万円分位しか買わないが、この日別のレースでも万馬券を当ててゆとりがあったため、いつもより増額して買った（計43,000円分）とのこと。別レースでの万馬券的中後、フジテレビアナウンサーの福原直英に報告の電話を入れている（『めざましテレビ』で福原本人も発言）。
  - 皐月賞は友人数人とウインズ渋谷近くの飲食店でテレビ観戦（当日太田は仕事で原稿書きとテレビ番組収録があった）。
  - レース後、即換金。的中馬券は携帯電話で記念撮影はしてあるが、コピーは行っていない。換金は田中の安全を考え、実際に行ったのは一緒に観戦した中の1人（田中の友人の友人）であった。
  - 小遣い（祝儀）として一緒にいた友人数人には1人2万円、事務所の仲間やスタッフには1人10万円（計20人）を渡した。ただし全員分すぐには行き渡らなかったようで、『ラジかるッ』（日本テレビ系、2007年4月18日）で山中秀樹が、『カンニング竹山 生はダメラジオ』（TBSラジオ、同年4月19日）で長井秀和が、その放送時点では共々「もらっていない」と発言していた（その後きちんと行き渡った）。
  - その後うなぎ屋にて食事をした（放送内で「もうしばらくうなぎは食べたくない」と語る）。
  - 乗ったタクシーの運転手が競馬好きで今回の皐月賞などについて話す。降りる際、ご祝儀として「釣りは要らない」と言って運転手に1万円を渡した。ただ太田には「それじゃ普通の“釣りはいらない”と変わんねーだろ」と突っ込まれていた。後日放送の『検索ちゃん』（放送日は後述）でも同様の話をする。
  - 自身はこれらの事柄は話したい性分であるが、勝手にそうすると誰かに迷惑が掛かる可能性もあり得ると、田中は事務所の社長である太田光代に確認の電話を入れたが、なかなか繋がらず、その確認が済むまで太田に「黙っていてくれ」と口止めした。しかし太田は仕事で一緒になった明石家さんまにすぐに話した（ただし、さんまは自分の馬券を気にするだけであった）。
  - 税理士に税金（一時所得による所得税）の相談をしたが、その時は「半分位は覚悟してくれ」と言われた。
  - 出費予定が多いため「赤字になりそう」や「残っているうちに自転車でも買おうかと」と発言。
  - 2007年4月20日の『検索ちゃん』にて、「買い物をした際には全部領収書をもらっていたが（以前の同放送にて）、今は安い金額の時は領収書をもらっていない」ことをクイズのネタにされた。
    - 『検索ちゃん』では、当たった瞬間のリアクションを再現する件があり、度々披露している。

## 家族・親族

### 田中家
- 先祖は戦国時代まで遡り肥前国の大名龍造寺隆信の家臣であった。江戸時代に入ると筑後国の小郡に移り住み、馬を使った荷物運搬、酒造り、櫨蝋などで財を成し、小郡の礎を築いた。明治時代に上記で稼いだ資金を基に銀行を設立した。現在は田中家分家の一つである平田家住宅が小郡市の指定文化財となっている[44]。
- 父親は鷺宮製作所経営者の親族のエンジニアで、高度経済成長期に朝から晩まで働いた[2]。仕事を引退してからは環境保護を訴える運動をやっていた[45]。「人類生き残り研究会」の会長。2017年2月2日に90歳で死去したことが『爆笑問題の日曜サンデー』2月19日放送分で発表された。福岡県小郡市出身[46]。
- 母親は歯医者の娘で専業主婦[2]。爆笑問題結成の1年前に他界。福岡県八女市出身[46]。
- 10歳年上の実兄は「コム・デ・ギャルソン オムオム」のデザイナーを務め、現在は自ら立ち上げたブランド「KONTRAPUNKT（コントラプンクト）」のデザイナーである田中啓一。
- 3歳年上の実姉は同じくデザイナーで「アツキオオニシ」や「ピンクハウス」を手がけた田中里美[2]。
- 母方の従姉に声優のならはしみきがいる[47][注 12]。

## 出演
コンビでの出演は「爆笑問題」を参照。

### テレビ番組
レギュラー
- 笑っていいとも!（フジテレビ、2000年4月 - 2014年3月） - 水曜→月曜→金曜レギュラー[48][注 13]
- サカスさん（TBS、2009年4月2日 - 9月24日） - 木曜MC[48]
- S☆1（TBS、2012年3月31日 - 2017年3月26日）- 総合司会[48]
- オー!!マイ神様!!（TBS、2017年5月2日 - 2018年3月27日） - MC
- 秘密のケンミンSHOW 極（読売テレビ、2020年4月9日 - ） - 2代目男性司会[48]
- ウイニング競馬（テレビ東京、2025年4月5日 - ） - レギュラーMC[49]

特別番組
- こんな男ヤメちゃいなクズメン撲滅委員会!（TBS、2010年4月13日） - 司会
- ファミスマ（フジテレビ、2014年8月11日） - 先生（進行）
- 2018HBCカップジャンプ - スキージャンプのミカタ -（北海道放送、TBS系27局ネット、2018年3月3日） - 総合司会
- 出川と爆問田中と岡村のスモール3 （フジテレビ、2018年12月22日 - 2023年9月30日） - MC[48]
- にゃんとオドロキ!ねこの歴史（NHK BSプレミアム、2019年2月20日）- 司会
- 我が心の大滝詠一（NHK BS4K、2021年4月24日）- ナレーター[50]
- ミラキュラス!ミラクル・バラエティ（ディズニー・チャンネル、2021年8月28日・2022年8月26日）  - MC

### インターネット番組
- 熱闘!Mリーグ（2018年10月7日 - 、AbemaNews） - MC

### ドラマ
- 悪いこと「黙殺」（フジテレビ、1992年7月2日）
- 人にやさしく（フジテレビ、2002年）
- MR.BRAIN（TBS、2009年5月23日 - 7月11日） 夏目光男 役
- ハッピーバースデー 命かがやく瞬間（フジテレビ、2009年11月21日）黒沢修 役
- サザエさん（フジテレビ、2009年11月15日） - 波野ノリスケ 役
  - サザエさん2（2010年8月8日）
  - サザエさん3（2011年1月2日）
  - サザエさん4（2013年12月1日）
- Q10（日本テレビ、2010年10月16日 - 12月11日） - 小川訪 役
- 恋愛ニート〜忘れた恋のはじめ方（TBS、2012年1月20日 - 3月23日） - 多田耕太 役

### 映画
- バカヤロー!2 幸せになりたい。 第2話「こわいお客がイヤだ」（1989年） - 波丘伸 役
- バカヤロー!4 YOU! お前のことだよ 第1話「泊ったら最後」（1991年） - 高橋洋 役
- マコトノハナシ 第四話「初笑い」（1992年）
- たどんとちくわ（1998年）
- ズッコケ三人組 怪盗X物語（1998年） - 泥棒 役
- 感染列島（2009年） - 三田英輔 役
- ゴジラvsコング（2021年） - ジョシュ・ヴァレンタイン 役（吹き替え）[51]

### アニメ映画
- モンスターズ・インク（2001年） - 主演・マイク・ワゾウスキ（英語版） 役（吹き替え）
- モンスターズ・ユニバーシティ（2013年） - 主演・マイク・ワゾウスキ 役（吹き替え）
- 映画ドラえもん のび太の宇宙英雄記（2015年） - ハイド 役
- 映画 プリキュアミラクルユニバース（2019年） - 大統領 役[52]

### ラジオ
- JUNK 年末スペシャル 有馬記念座談会（2009年12月26日、TBSラジオ）
- 松本隆 風街ラヂオ「松本隆×田中裕二」（2025年3月16日・23日、TBSラジオ）

### ウェブラジオ
- 田中と岩井のニャンコロトーク（2017年10月5日、クラウドラジオ）[53]

### テレビアニメ
- かいじゅうステップ ワンダバダ 第2シーズン （2020年9月25日 - 2021年3月26日、NHK Eテレ） - ジャミちゃん 役

### 人形劇
- 連続人形活劇 新・三銃士（2009年10月12日 - 2010年5月28日、NHK教育） - ナレーション、バッソンピエール 役

### ゲーム
- キングダム ハーツIII（2019年） - マイク・ワゾウスキ 役（声の出演）

### その他のコンテンツ
- ポンキッキーズ（マイク）※ゲスト出演
- 東京ディズニーランド
  - ジュビレーション!（マイク）
  - モンスターズ・インク“ライド&ゴーシーク!”（マイク）
  - クラブ・モンスターズ・インク“笑いってクール!”（マイク）

## 著書
- 田中裕二（爆笑問題）の「ザ・ガール」 （2009年、宝島社、ISBN 978-4-7966-7181-1）
  - 爆笑問題名義の著書は爆笑問題を参照のこと。爆笑問題名義の著書でも実際は太田1人で執筆することがほとんどである。